# Stade municipal de Vaslui
Pour les articles homonymes, voir Stade municipal.
 (avril 2025).
Si vous disposez d'ouvrages ou d'articles de référence ou si vous connaissez des sites web de qualité traitant du thème abordé ici, merci de compléter l'article en donnant les références utiles à sa vérifiabilité et en les liant à la section « Notes et références ».
Le stade municipal de Vaslui (en roumain : Stadionul Municipal Vaslui) est un stade de football situé à Vaslui en Roumanie.
C'est le domicile du FC Vaslui. Le stade a une capacité de 11 220 places.

## Histoire
Il a été rénové en 2005.